# Lutjanus mizenkoi
Lutjanus mizenkoi és una espècie de peix de la família dels lutjànids i de l'ordre dels perciformes.

## Morfologia
- Els mascles poden assolir 32 cm de longitud total.[3][4]

## Hàbitat
És un peix marí de clima tropical i associat als esculls de corall que viu entre 100-150 m de fondària.

## Distribució geogràfica
Es troba a Samoa i Indonèsia (Sulawesi).